# Rue de la Vieille
La rue de la Vieille est une voie du 1er arrondissement de Lyon, en France.

## Situation
Elle débute rue Saint-Benoit et se termine rue Tavernier.

## Odonymie
Au XVe siècle, il y avait un atelier de monnaie. Lorsque l'atelier ferma, elle fut appelée rue de la Vieille-Monnaie, puis rue de la Vieille. 

## Histoire
Cette rue a porté différents noms : rue du Vieux-Loup en 1750, rue de la Monnaie, rue de la Monnaie Saint-Vincent, et rue de la Vieille-Monnaie d'où le nom actuel. 
Elle est attestée en 1680.
Un fragment a changé de dénomination, il est devenu la rue Saint-Benoît.

## Galerie

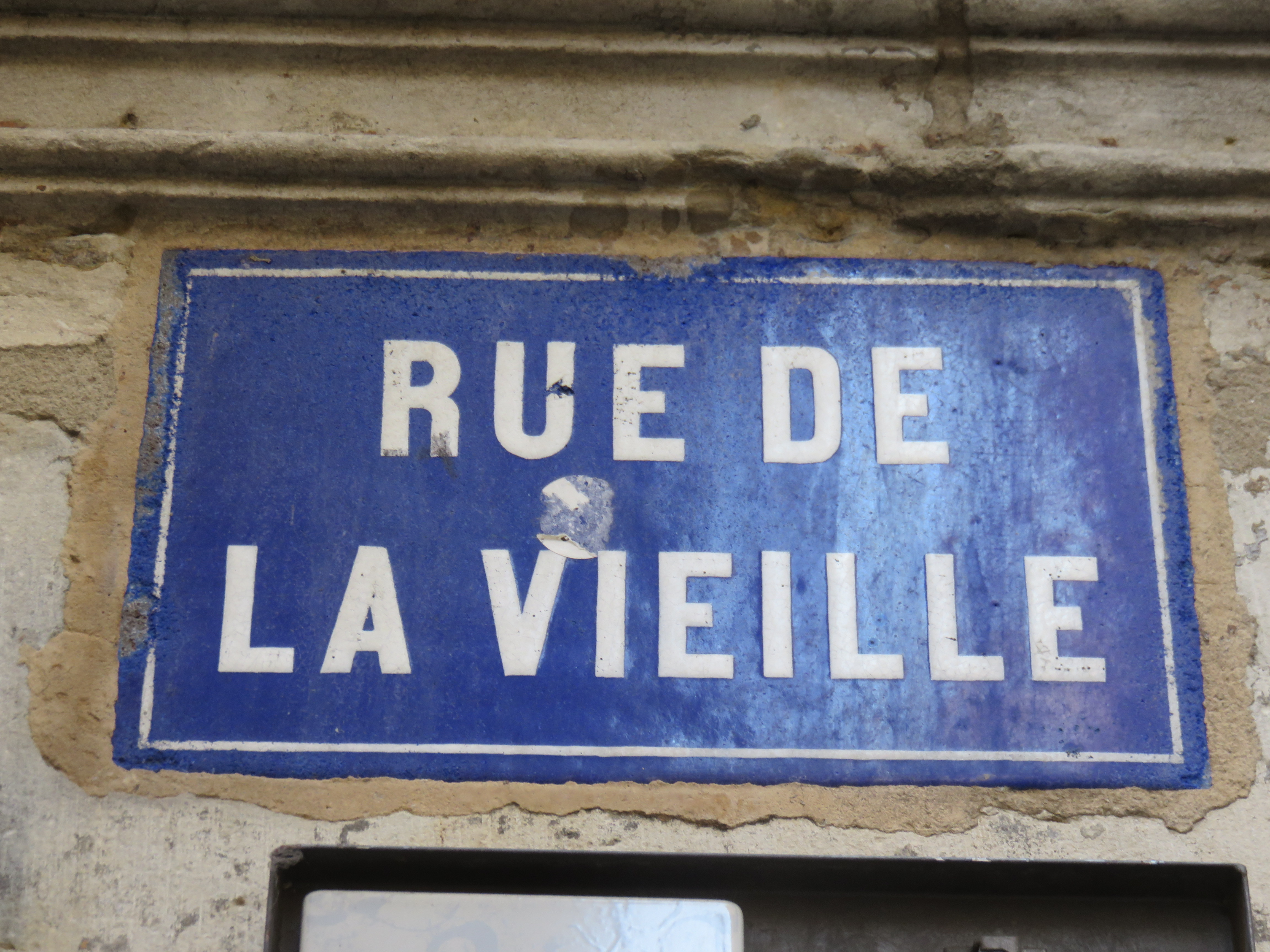
Lyon 1er - Rue de la Vieille - Plaque (mars 2019)
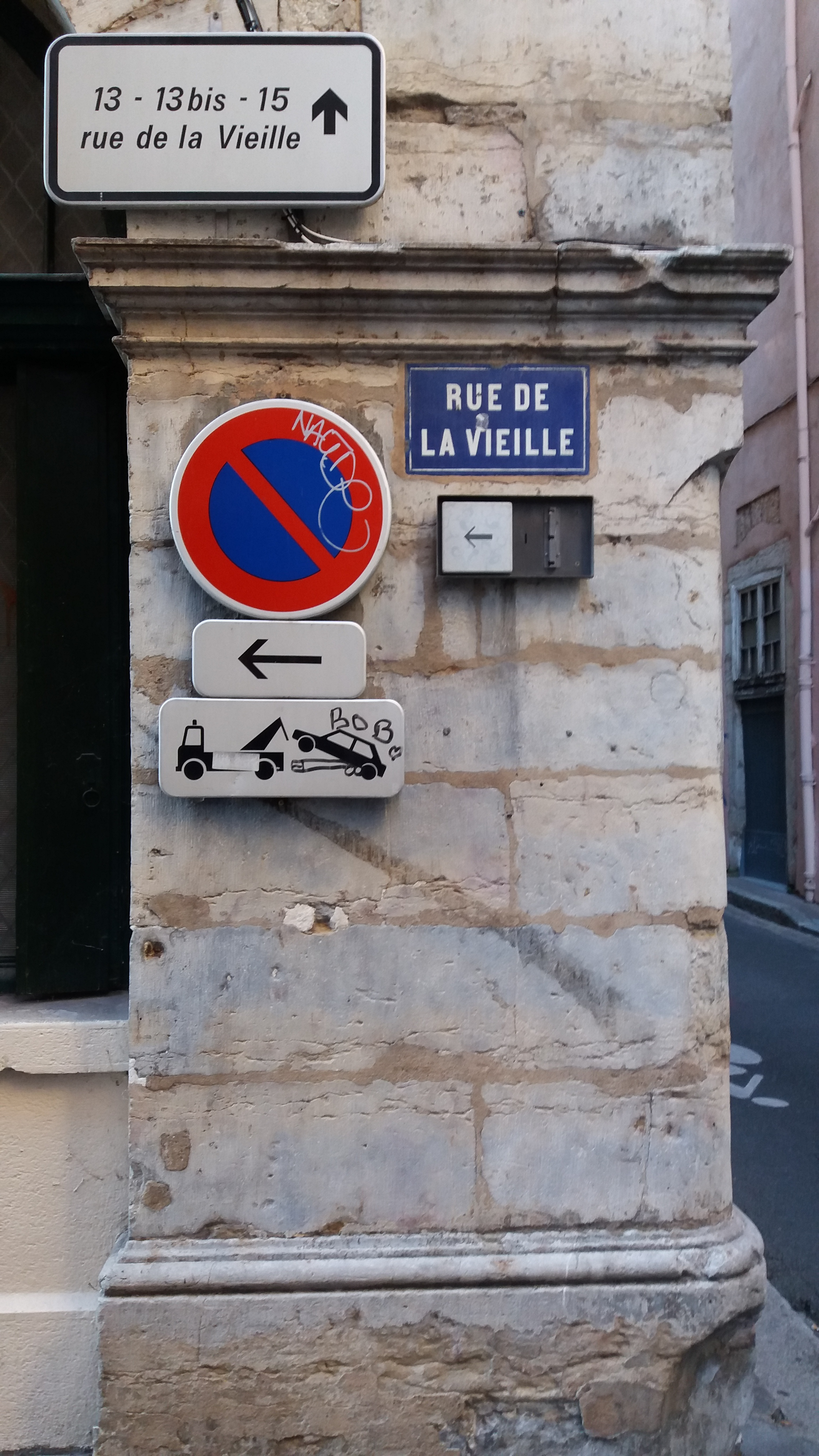
Lyon 1er - Rue de la Vieille - Plaques et panneaux